# Far and Away
Far and Away (bra: Um Sonho Distante; prt: Horizonte Longínquo) é um filme norte-americano de 1992, dirigido por Ron Howard. Foi exibido fora de competição no Festival de Cinema de Cannes de 1992. Foi um dos três filmes em que o até então casal, Tom Cruise e Nicole Kidman, atuaram juntos. Cruise e Kidman interpretam imigrantes irlandeses em busca de fortuna na América da década de 1890 , eventualmente participando do Land Run de 1893.

## Elenco principal
- Tom Cruise ....  Joseph Donnelly
- Nicole Kidman ....  Shannon Christie
- Thomas Gibson ....  Stephen Chase
- Robert Prosky ....  Daniel Christie
- Barbara Babcock ....  Nora Christie
- Cyril Cusack ....  Danty Duff
- Eileen Pollock ....  Molly Kay
- Colm Meaney ....  Kelly
- Douglas Gillison ....  Dermody

## Recepção
O público pesquisado pelo CinemaScore deu ao filme uma nota "A" na escala de A a F.
No consenso do agregador de críticas Rotten Tomatoes diz que o filme é "bonito e simplista,(...) tem a beleza de um épico americano sem a amplitude". Na pontuação onde a equipe do site categoriza as opiniões da  grande mídia e da mídia independente apenas como positivas ou negativas, o filme tem um índice de aprovação de 50% calculado com base em 36 comentários dos críticos. Por comparação, com as mesmas opiniões sendo calculadas usando uma média aritmética ponderada, a nota alcançada é 5,2/10.
Em outro agregador, o Metacritic, que calcula as notas das opiniões usando somente uma média aritmética ponderada de determinados veículos de comunicação em maior parte da grande mídia, tem uma pontuação de 49/100, alcançada com base em 19 avaliações da imprensa anexadas no site, com a indicação de "revisões mistas ou neutras".
Roger Ebert disse que "é deprimente que uma produção tão luxuosa e cara, estrelada por um ator importante como Tom Cruise, possa ser dedicada a história rasa".